# Pussy Riot
Pussy Riot ['pʊsɪ 'raɪət] (slovensko približno „Pičkin izgred“) je  ruska feministična punk rock skupina, ki izvaja politične provokativne performanse v Moskvi.
Po neodobrenem performansu proti Putinu v moskovski katedrali Kristusa Odrešenika marca 2012 so tri članice skupine aretirali zaradi huliganstva. Proces se je pričel konec julija. Nekatere pravoslavne skupine in verniki so zahtevali strogo kazen za dejanje, ki so ga dojemali kot zločin iz sovraštva in bogokletnost. Državni tožilec je zahteval za trojico zaporno kazen zaradi blasfemije/zlorabe Boga. Večina Rusov je podpirala sojenje, dokler si niso članice skupine pridobile domače in mednarodne podpore zaradi pritožb o slabem ravnanju v priporu in zagrožene 7-letne zapone kazni.
17. avgusta 2012 so tri članice obsodili huliganstva, ki ga je motiviralo versko sovraštvo. Vsaka je dobila dve leti prisilnega dela. Dve sta kazen odslužili skoraj v celoti, tretja pa se je s sodiščem pogodila za manjšo kazen.
Ruska pravoslavna cerkev je prosila oblasti, naj pokažejo usmiljenje – znotraj okvirov zakona do osumljenih žensk v upanju, da se bodo izogibale ponavljanju bogokletnih dejanj v prihodnosti. Istočasno je izjavila, da ne dvomi o pravičnosti odločitve sodišča. Sojenje je privabilo mednarodno pozornost kot simbol ruske netolerance do disidentov.
Ministri za zunanje zadeve Nemčije, Švedske in predstavniki Evropske unije so označili trditev za nesorazmerno.Poljaki so trdili, da večina Rusov ne podpira skupine Pussy Riot, in verjeli v poštenost sojenja.